# Commodore OS
A Commodore OS (más néven: Commodore OS Vision) egy a Commodore USA által 2010-ben kiadott egyedi Linux disztribúció neve, melyet saját építésű Commodore 64x (C64x) számítógépükkel együtt forgalmaztak. Az operációs rendszer a C64x gépek hivatalos rendszerszoftvere, melynek fejlesztése jelenleg is zajlik és a 3.0 verziónál tart.

## Hardverspecifikáció
- Csaknem bármely 64-bites processzorral szerelt PC (Core 2 Duo, Core i3 vagy afölött), vagy virtuális gép;
- Legalább 2 GB rendszermemória (több ajánlott)
- Telepítéshez körülbelül 100 GB tárhelyet igényel.[4]

## Jellemzők
A diszribúció alapvetően Debian alapokon nyugszik és a Linux stabilitása mellett a felhasználói attraktivitás is jellemzi, mely utóbbi a megjelenésében érhető tetten (pl. mozgékony indítópult ikonsor). A telepítés ISO képfájlról pendrive-ról vagy SD-kártyáról történhet, a telepítő és pl. a Grub megjelenése retró jelleget (pl. C64-re utaló színvilág és betűkészlet) kapott.
A disztribúció előtelepítve tartalmaz számos nyílt forráskódú multimédia-szerkesztő programot (pl. képszerkesztő, raytracing, zeneszerkesztő), valamint irodai felhasználói alkalmazásokat (pl. OpenOffice), de magában foglal számos fejlesztőszoftvert is, mint amilyen a BASIC és más programozási nyelvek fordítóprogramjai (compiler), értelmezői (interpreter) és más programozási eszközei.
A munkaasztal megjelenítő és felhasználói felülete (GUI) a MATE, mely retró kinézetűre és Commodore márkához illeszkedővé lett hangolva.

## Történet
A Commodore OS disztribúciót Leo Nigro vezetésével a Barry Altman által alapított Commodore USA megbízásából készítették 2010-ben. A szoftvercsomag számos ingyenes felhasználói és játékprogramot tartalmazott, különösen a multimédia alkalmazások terén (pl. képszerkesztő, raytracing, zeneszerkesztő programok). A régi Commodore 64 és egyéb C= gépekkel való kompatibilitás előtelepített emulátor útján történt (de pl. Amiga gépek csak a Cloantotól beszerzett Kickstart ROM-ok bemásolása után).
A diszribúció alapvetően Debian alapokon nyugszik, mely az első időkben a Linux Mint, majd az MX Linux felhasználását jelentette.
Barry Altman 2012 év végi halála és a Commodore USA tevékenységének megszűnése után is folytatódott a disztibúció támogatása, de már egyre inkább rajongók bevonásával. A disztribúció következő főverziója — a 2.0 — 2023 decemberében jelent meg, majd két vére rá, 2024 áprilisában a 3.0 változat. Utóbbi "a legnagyobb játékorientált Linux diszribúcióként" van aposztrofálva.
A 2025 nyarán "újjáalakult" Commodore International Corporation a Commodore OS-t választotta régi-új terméke, a Commodore 64x operációs rendszerének.